# Vydavatelství
Vydavatelství je obchodní jednotka, která vydává periodické publikace nebo hudební nosiče.
Přestože zákon nedělá rozdíl mezi nakladatelstvím a vydavatelstvím, v praxi se u odborné veřejnosti dodržuje toto dělení (viz například Jan Halada):
- vydavatelství vydává hudební nosiče, hudebniny (noty) nebo periodické publikace (tiskoviny)
- nakladatelství vydává neperiodické publikace (knihy, mapy)

V běžné hovorové mluvě pak oba pojmy dost často splývají a používají se jako hovorové synonymum.